# Пјано ди Маљија (Потенца)
Пјано ди Маљија (итал. Piano di Maglia) је насеље у Италији у округу Потенца, региону Базиликата.
Према процени из 2011. у насељу је живело 57 становника. Насеље се налази на надморској висини од 714 м.